# Густав Лундберг
Ґустав Лундберґ (швед. Gustaf Lundberg; 17 серпня 1695, Стокгольм - 18 березня 1786, Стокгольм) — шведський художник-портретист.

## Біографія
Ґустав Лундберґ народився в Стокгольмі 17 серпня 1695 року в родині королівського кухаря Ґустава Лундберґа і його дружини Сабіни Ріхтер, у сім'ї якої були успішні художники та ювеліри. Ґустав осиротів у ранньому віці і був вихований дядьком, Фредріком Ріхтером, ювеліром. У 1712 році став підмайстром живописця Давида фон Крафта. Його навчання закінчилося вже в 1717 році. За порадою учителя він продовжив свою освіту в Парижі.
У Парижі він став учнем Гіацинта Ріго, Нікола де Ларжильера та живописця Жана-Франсуа де Труа. Він також отримав декілька уроків у Французькій Академії витончених мистецтв. Визначальним виявився вплив венеціанської художниці Росальби Каррьєра, яка жила в Парижі з 1720 по 1721 рік. Лундберг був її єдиним учнем у Парижі, від неї він пізнав деякі секрети технології виробництва пастелі. У 1745 році він подорожував по Іспанії і Португалії. Художник зупинявся в Мадриді, щоб створити портрет дочки Людовика XV Марії Луїзи Єлизавети, яка була в шлюбі з Філіпом, сином короля Філіпа V. Ґустав повернувся у Швецію восени 1745 року. Завдяки своїй популярності в Франції він швидко зарекомендував себе провідним художником рококо у Швеції. Використовуючи дружбу з Тессіном, він у 1750 році став придворним живописцем.
Художник був надзвичайно багатим. Йому належали цінні меблі, колекція порцеляни і срібного посуду. Лундберґ не був у шлюбі, проте мав прийомну дочку, зі старшою сестрою якої в минулому він був заручений.

## Палітра художника
Лундберґ незабаром зарекомендував себе як один з провідних портретистів в Парижі. Він створив портрети Людовика XV і королеви Марії Лещинської, а також її батьків та короля держави Річ Посполита Станіслава Лещинського і його дружини Катерини Опалинської. Він створив портрети багатьох шведів, відвідуючих Париж, і подружився з графом Карлом Ґуставом Тессіном — послом Швеції, колекціонером мистецтва. Художник також відомий своїми портретами колег — Шарля-Жозефа Натуара і Франсуа Буші. Лундберґ був обраний членом Академії живопису і скульптури Франції. Але його популярність стала швидко згасати після появи нових пастелистов, які більше дотримувалися реалістичного стилю, ніж він. Лундберг написав портрет королеви Луїзи Ульріки, її улюбленця Ґустава Бадина, у минулому чорношкірого хлопчика-раба, а тепер придворного королеви, декілька портретів кронпринца, майбутнього короля Густава III. Пізніше він написав портрет молодого кронпринца Ґустава Адольфа. У майстерні Лундберга працювали декілька учнів, частково виконуючи замовлення, призначені для учителя, зазвичай створюючи фон або виготовляючи копії робіт Лундберґа.

## Твори
- 1719 р. Розп'яття. Найбільш відома рання картина художника, написана для шведського посольства, де лютеранська община проводила богослужіння.

## Досягнення
1741 р. — Лундберґ обраний членом Академії живопису і скульптури Франції. 1772 р. — художник став одним з перших лицарів Ордену Вази.